# Pulau School
Die Pulau School ist die einzige Schule auf den Pitcairninseln, einem Britischen Überseegebiet im Pazifik. Sie liegt in Adamstown auf der Hauptinsel Pitcairn.
Es handelt sich um eine staatliche Schule der primären Bildung, die vom Bildungsbeamten (englisch Education Officer) in Personalunion als Schulleiter geführt wird.
An der Pulau School wird nach neuseeländischem Lehrplan mit lokalen Anpassungen unterrichtet. Es werden Kinder vom Vorschulklassenalter bis zum Ende der Grundschule ausgebildet. Die Schule verfügt über ein Klassenzimmer, Küche, Computerlabor und Bibliothek.
2014 gab es acht Kinder in der Schule, die von einem Lehrer unterrichtet wurden. 2020 gab es ebenfalls einen Lehrer und drei Schüler. 2024 hatte die Schule keine Schüler.